# Wólka Turebska
Wólka Turebska – wieś w Polsce położona w województwie podkarpackim, w powiecie stalowowolskim, w gminie Zaleszany.
| SIMC    | Nazwa    | Rodzaj    |
| ------- | -------- | --------- |
| 0811307 | Buczyna  | część wsi |
| 0811313 | Łączki   | część wsi |
| 0811320 | Mysolin  | część wsi |
| 0811336 | Poręby   | część wsi |
| 0811342 | Wiejsyna | część wsi |

W latach 1975–1998 miejscowość administracyjnie należała do województwa tarnobrzeskiego.
Z miejscowości pochodzą Bronisława Cychańska i Stanisław Gąsiorowski.